# Lubang Jeriji Saléh

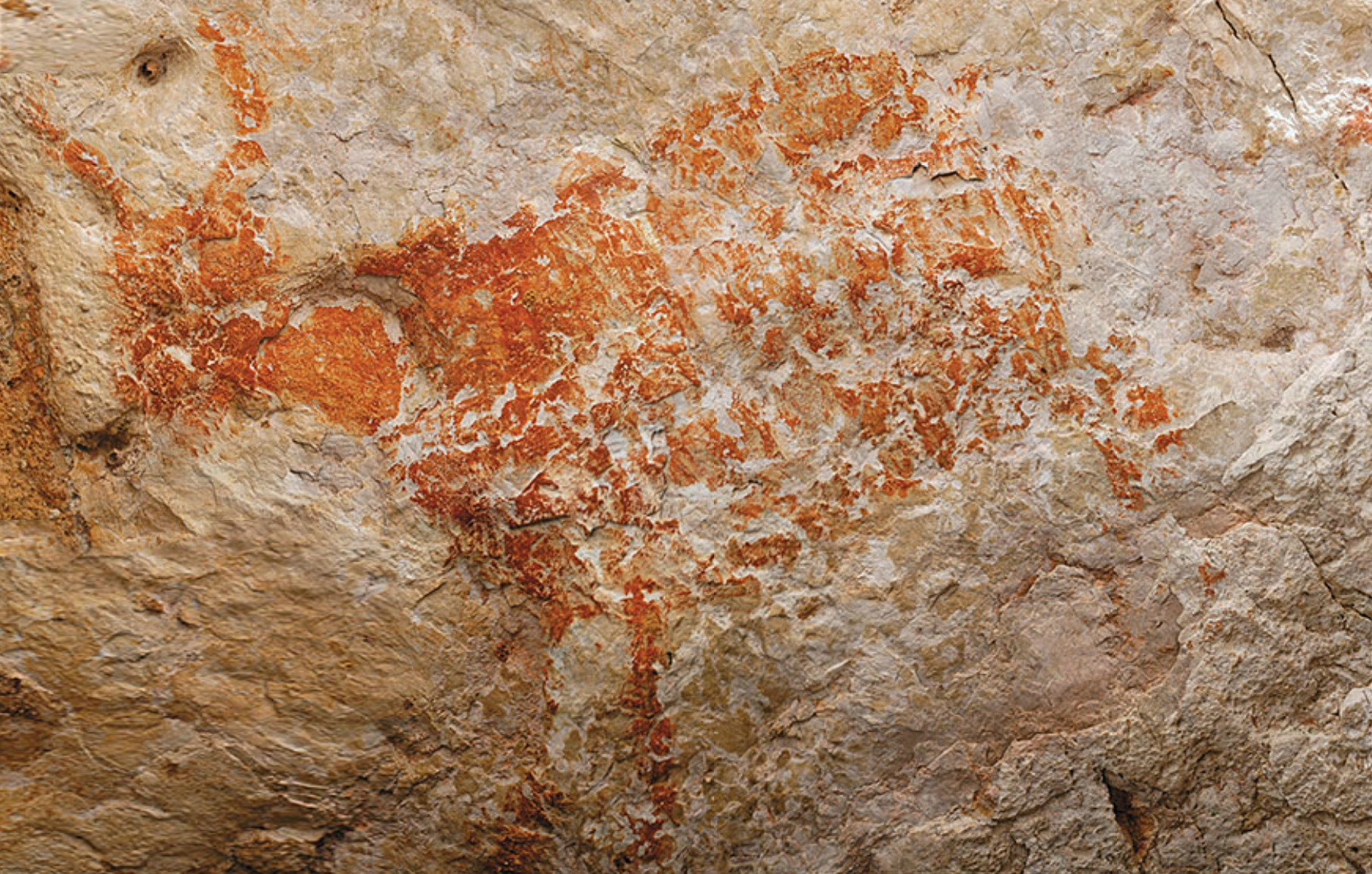
Bức tranh cổ nhất được biết đến hội họa tượng trưng, mô tả về một con bò tót, được phát hiện trong hang Lubang Jeriji Saléh có niên đại hơn 40.000 (có lẽ khoảng 52.000) tuổi.

Lubang Jeriji Saléh là một hang động đá vôi nằm trong Sangkulirang-Mangkalihat Karst ở tỉnh Đông Kalimantan của Borneo Indonesia, được cho là có nghệ thuật tượng hình lâu đời nhất trên thế giới.

## Tranh hang động
Lubang Jeriji Saléh chứa nhiều bức tranh hang động. Bức tranh cổ nhất trong số những bức tranh này, được tạo ra hơn 40.000 (có lẽ khoảng 52.000 năm trước), được cho là của một con bò bateng. Con bò đực rộng khoảng 5 feet (1,5 mét), và được làm từ đất son màu đỏ cam trên các bức tường đá vôi của hang động.